# 창녕성씨 문행열전 목판
창녕성씨 문행열전 목판(昌寧成氏 文行列傳 木板)은 대한민국 경상남도 창녕군에 있는 조선시대의 목판이다.
1990년 1월 16일 경상남도의 유형문화재 제266-3호 창녕성씨문행열전책판으로 지정되었다가, 2018년 12월 20일 현재의 명칭으로 변경되었다.

## 개요
도학이나 문장 혹은 덕망이 뒤어나 국사와 야사에 실린 창녕성씨 명현 147명의 행장을 기록한 목판이다.

## 참고 문헌
- 창녕성씨 문행열전 목판 - 국가유산청 국가유산포털